# Macskaszem-köd

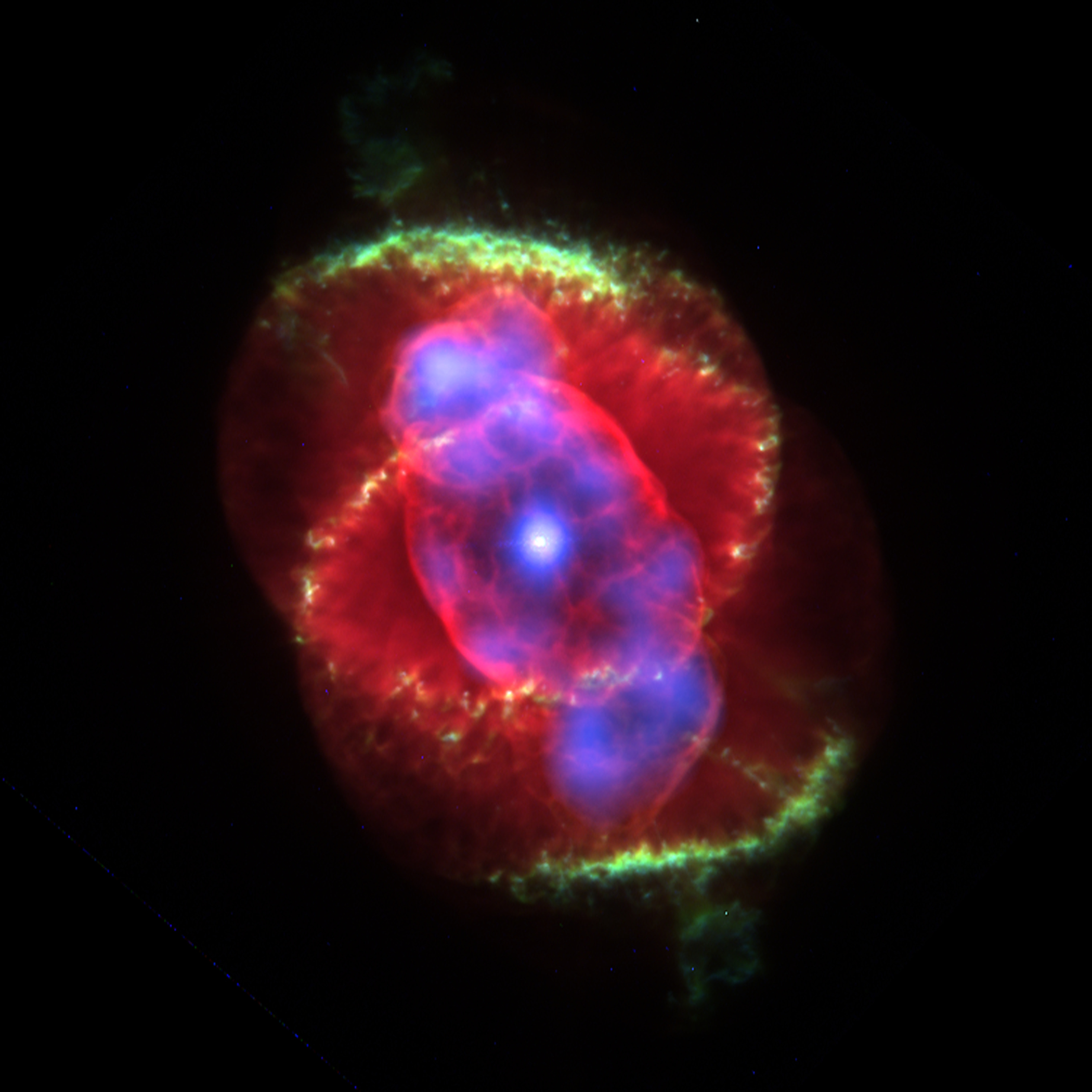
A Macskaszem-köd (NGC 6543)

A Macskaszem-köd (NGC 6543 vagy Caldwell 6) egy planetáris köd a Sárkány csillagképben. A jelenleg ismert planetáris ködök közül ez az egyik legösszetettebb szerkezetű; a Hubble űrtávcsővel készített nagy felbontású képeken különleges alakzatok, ívek, csomók és kilövellések láthatók.
William Herschel fedezte fel 1786. február 15-én. Ez volt az első olyan planetáris köd, amelynek színképét elemezték. Ez William Hugginsnak és William Allen Millernek sikerült 1864-ben. Ők megállapították, hogy a csillag által frissen ledobott köd sokkal forróbb, mint a csillag felszíne.
Kialakulásának körülményei ismeretlenek. Bonyolult szerkezetét egyes vélemények szerint az okozhatja, hogy központi csillaga valójában kettőscsillag, és az általuk külön-külön ledobott gázburkok összekeveredtek — erre azonban nincs bizonyíték. Mások szerint az egyetlen csillag több, különböző kémiai összetételű gázburkot dobhatott le, és ezek reakcióba léphettek egymással.

## Tulajdonságok
A kutatók sokat tanulmányozták a Macskaszem-ködöt, mivel viszonylag fényes (8,1m) és az északi féltekéről – ahol hagyományosan a legnagyobb távcsövekkel felszerelt obszervatóriumok találhatóak – könnyű megfigyelni. Rektaszcenziója 17h 58,6m, deklinációja pedig +66°38', pozíciója csaknem egybeesik az ekliptikai koordináta-rendszer északi pólusával.
A középső, fényes köd – ami kisebb távcsövekkel is látható – csak mintegy 20" átmérőjű, de a halványabb külső régiókat is beleszámítva az objektum teljes átmérője 386" (6,4'). A középső rész sűrűsége 5000 részecske/cm³, hőmérséklete 8000 K, míg a külső régiók forróbbak (15 000 K) de sokkal kisebb sűrűségűek.
A központi csillaga egy 80 000 K felszíni hőmérsékletű, a Napnál 10 000-szer fényesebb, O típusú csillag, amelynek átmérője viszont csak a Nap 65%-a. Színképelemzéssel kimutatták, hogy gyors csillagszél formájában nagy ütemben veszít a tömegéből; évente 3,2×10−7 naptömegnyit – vagyis 20 trillió tonnát másodpercenként. A csillagszél sebessége 1900 km/s. A számítások alapján valószínű, hogy a kezdetben 5 naptömegű csillag alig 1 naptömegűre apadt.